# Myxini

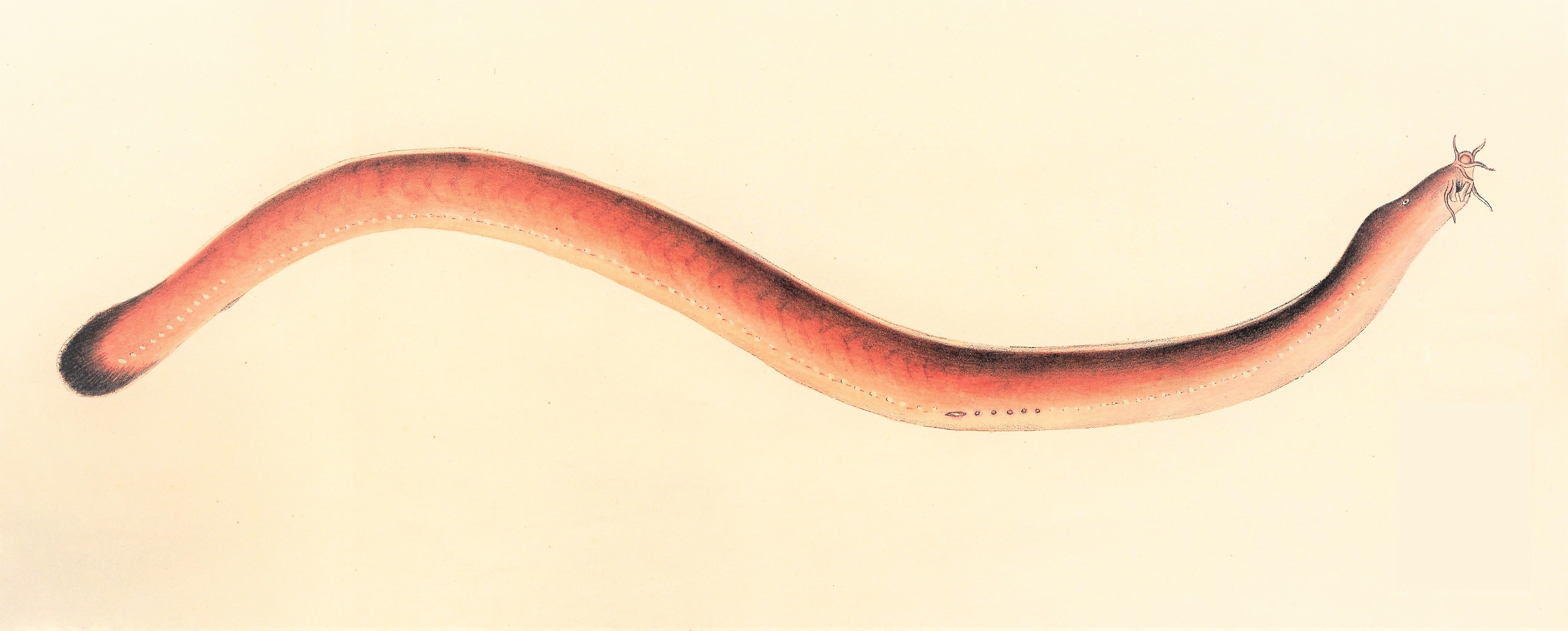
Eptatretus cirrhatus

Myxini (do grego myxa, muco) é uma classe de peixes marinhos, de águas frias, com forma de enguia e sem maxilas. Não possui um verdadeiro esqueleto interno: o corpo é sustentado pela corda dorsal e o crânio é incompleto, uma vez que o cérebro está protegido apenas por uma bainha fibrosa, que pode ser chamado também de crânio rudimentar, formado por cartilagens e recoberto por tecido membranoso. De acordo com estudos recentes, estes peixes são classificados dentro do clado Hyperotreti, que pode ser considerado um subfilo dos Cordados. Há aproximadamente 15 espécies viventes de Myxiniformes, todas exclusivamente marinhas, atingindo até um metro de comprimento, são alongadas, sem escamas e de coloração rósea a púrpura. São conhecidos como peixes-bruxas, enguias-de-casulo, enguias-de-muco, feiticeiras, mixinas ou bruxas-do-mar.
São os principais carniceiros do assoalho de mares profundos que se alimentam de invertebrados como poliquetas, moluscos e artrópodes de corpo mole, e de peixes moribundos ou mortos. Quando se alimenta de presas maiores, as feiticeiras fincam suas placas córneas em regiões do corpo da presa, enrolam-se sobre si mesmas em um nó que se propaga da região caudal para a anterior, fornecendo um apoio para que a presa seja dilacerada, obtendo bocados de carne à medida que a beliscam.
As feiticeiras não apresentam qualquer vestígio de vértebras, têm uma única abertura nasal terminal que se conecta com a faringe via um largo tubo. Têm olhos pares muito pequenos; perderam o olho pineal; músculos oculares extrínsecos e nervos cranianos associados para mover os olhos estão ausentes. A boca é circundada por seis tentáculos que podem ser estendidos e movimentados de cá para lá por meio de movimentos da cabeça quando a feiticeira está procurando alimento. Na boca existem duas placas contendo estruturas agudas, córneas (queratinizadas), semelhantes a dentes. Estas placas com dentes situam-se a cada lado de uma língua protrátil e se afastam entre si quando a língua está protraída. Quando a língua é retraída, as placas dobram-se de forma a interdigitar seus dentes numa ação semelhante à de uma pinça.
Produzem nas grandes glândulas de muco uma grande quantidade de muco e filamentos proteicos firmemente enrolados que se abrem para o exterior na parede do corpo. Os filamentos estendem-se em contato com a água do mar para manter o muco viscoso perto do corpo da feiticeira, utilizado para evitar predadores. Quando o perigo passou, a feiticeira dá um nó em seu corpo, raspando a massa de muco e depois espirra fortemente para deixar livres suas passagens nasais.
Diferentes gêneros e espécies de feiticeiras têm um número variável de aberturas branquiais externas. Ocorrem de 1 a 15 aberturas em cada lado. As aberturas externas ocorrem mais caudalmente, até a região mediana do corpo, embora as câmaras branquiais, em forma de bolsas, existam imediatamente atrás da cabeça. Feiticeiras possuem grandes seios sangüíneos e uma pressão sanguínea muito baixa. Contrastando com todos os outros Vertebrata, as feiticeiras possuem corações acessórios no fígado e na região caudal, além do coração verdadeiro situado perto das brânquias

## Anatomia
A boca é rodeada por dois pares de tentáculos e armada interiormente com uma placa de cartilagem com dois dentes em forma de pente, uma "língua-raspadora". A boca das mixinas não tem funções respiratórias: a água entra na faringe através de um "canal nasofaríngeo" localizado no lado esquerdo do corpo e com abertura na parte anterior da cabeça, passa pelo órgão olfactivo médio e daí para a câmara branquial. As mixinas têm entre um e 15 pares de fendas branquiais.
O corpo das mixinas é reforçado internamente por um conjunto de barras de cartilagem, assim como a cabeça, os tentáculos bucais, o canal nasofaríngeo, a "língua" e a barbatana caudal, mas não existem verdadeiros arcos branquiais. Ver a figura do crânio na página Craniata.
Estes animais têm olhos sem cristalino e sem musculatura; aliás, as mixinas não apresentam os músculos radiais típicos dos vertebrados. O sistema circulatório é formado por vários corações venosos, mas sem inervação e o tecido do pâncreas encontra-se disperso no celoma.
A pele das mixinas é nua e apresenta lateralmente uma série de glândulas de muco anormalmente grandes, formadas por longas células filamentosas. Não têm barbatanas pares, nem linha lateral.
Do ponto de vista da fisiologia, as mixinas apresentam também algumas características peculiares. Por exemplo, o seu corpo possui mais de 10% de fluidos, ao contrário dos restantes Craniata. Além disso, as suas células sanguíneas têm baixa afinidade para o oxigénio.

## Tegumento
As feiticeiras possuem uma derme lisa e sem escamas, não possuindo nenhuma ossificação dérmica. Sua epiderme tem sua composição baseada em diversas células compactadas, dentre elas estão inseridas grandes glândulas unicelulares e células claviformes.
As mesmas também possuem células filamentares que são capazes de expelir filamentos de um muco que se expande em questão de segundos, este muco é usado como estratégia de afugentar predadores, pois essas substância espessa pode vir a sufocar o predador, que desiste logo em seguida, e glândulas de lodo que liberam a substância por ductos intradermal.
Sua pele é repleta em toda sua extensão por células de pigmento e é organizada em camadas regulares de tecido conjuntivo fibroso, já a sua hipoderme é composta por tecido adiposo.

## Sistema Esquelético
Seu esqueleto craniano se resume a uma caixa cartilaginosa que possui 15 pares de bolsas que compõem uma cesta branquial não unida. Possuem apenas uma narina mediana centralizada mas nenhuma abertura pinel externa. Já seu esqueleto Axial é “ausente”, pois apenas se tem registros de elementos vertebrais em algumas de suas larvas, arcuálios estão presente na cauda pós-anal que não fornecem nenhum tipo de estruturação, já nos adultos, possui-se apenas uma extena notocorda sem nenhum tipo de ornamento em sua volta. Não possui apêndices laterais, ou seja, não possuem nadadeiras pares, as únicas existentes são a dorsal e a caudal.

## Sistema Respiratório
A respiração desses animais por meio do enrolamento e desenrolamento do véu juntamente com as contrações e relaxamentos das suas bolsas branquiais, que são descritas como uma parede muscular externa que envolve as lamelas branquiais, todo esse processo faz com que a água entre pela narina por meio da corrente provocada pelos movimentos citados anteriormente, essa água segue para os ductos nasifarìngeos, em apenas uma direção segue reto pelas brânquias e sai do corpo do animal.

## Sistema Circulatório
O sistema cardiovascular das feiticeiras apresenta algumas surpresas. À semelhança do coração de todos os vertebrados, o coração das feiticeiras se encontra dentro da região anterior do tronco, é composto de músculo cardíaco e recebe sangue que retorna da circulação sistémica geral. É constituído de três câmaras em série: o seio venoso, o átrio e o ventrículo.
O sangue que retorna das duas veias cardinais comuns e do fígado entra inicialmente no seio venoso, flui pelo átrio e, em seguida, pelo ventrículo; por fim, é bombeado diretamente na aorta ventral e, daí, segue para as brânquias. Existem válvulas unidirecionais entre as câmaras cardíacas que impedem o fluxo inverso de sangue. Nenhum nervo importante inerva o coração da feiticeira para estimular a contração. Com efeito, o enchimento do seio venoso pelo sangue que retorna desencadeia o reflexo de Frank-Starling, que estimula contrações mais fortes que se originam no marca-passo e, em seguida, espalham-se sequencialmente para as outras câmaras.
Em certas ocasiões, o coração da feiticeira é denominado coração branquial para distingui-lo das bombas de sangue acessórias singulares encontradas em outras partes de sua circulação. Essas bombas circulatórias complementares podem ser denominadas “corações” acessórios, entre aspas, uma vez que se contraem, mas carecem do músculo cardíaco dos corações branquiais verdadeiros. Na maioria dos peixes, os tecidos sistêmicos são drenados por vênulas e veias distintas. Entretanto, na feiticeira, a drenagem venosa de algumas regiões, como a cabeça e as regiões caudais subcutâneas, é realizada por grandes seios abertos. Uma provável consequência é a de que a pressão do sangue venoso é particularmente baixa. Os corações acessórios no lado venoso da circulação representam uma resposta evidente ao problema de fazer retornar um sangue venoso com baixa pressão.
O coração porta é um saco vascular expandido único que recebe sangue venoso das veias cardinais anterior e posterior; em seguida, contrai-se para propelir o sangue pelo fígado. Apenas as feiticeiras possuem esse coração acessório no trajeto da veia porta do fígado, o que eleva a pressão arterial antes da entrada do sangue nos sinusóides hepáticos. Além disso, o coração porta é o único coração acessório que apresenta paredes de músculo cardíaco, como o músculo cardíaco dos corações branquiais verdadeiros.

## Sistema Digestório
Nos ciclóstomos, o canal alimentar é um tubo reto, que se estende da boca até o ânus sem espirais, pregas ou curvas importantes. No interior da boca, duas placas córneas multicuspidadas dispostas lateralmente formam uma estrutura semelhante à língua, que pode ser protraída e retraída em um movimento de pinça, que permite a apreensão do alimento. O esôfago ciliado se estende diretamente da faringe até o intestino, não havendo estômago distinto. A dieta consiste em material particulado pequeno, sangue e tecido raspado da presa, e detritos. O armazenamento em um estômago expandido antes de entrar no intestino teria pouco valor, de modo que o alimento passa diretamente do esôfago para o intestino.
O pâncreas está presente em todos os vertebrados, tanto como glândula exócrina (células pancreáticas) quanto como glândula endócrina (ilhotas pancreáticas), embora nem sempre esteja organizado como órgão distinto. Nas feiticeiras adultas, os folículos endócrinos se desenvolvem como aglomerados encapsulados distintos próximos da abertura do ducto biliar no intestino. Recebem seu próprio suprimento vascular rico.

## Sistema Urogenital
Os rins dos vertebrados mais ancestrais são encontrados entre os ciclóstomos. Na feiticeira Bdellostoma, os túbulos pronéfricos surgem na parte anterior (cranial) da crista néfrica durante o desenvolvimento embrionário. Esses túbulos se unem sucessivamente uns com os outros, formando o ducto arquinéfrico ou pronéfrico. Os túbulos anteriores são desprovidos de glomérulos, porém se abrem no celoma por meio de funis peritoneais, enquanto os túbulos posteriores estão associados a glomérulos, mas carecem de conexão com o celoma. No adulto, os túbulos aglomerulares anteriores, juntamente com vários túbulos glomerulares posteriores persistentes, tornam-se o pronefro compacto. Embora o pronefro adulto possa contribuir para a formação do líquido celomático, o mesonefro é considerado o rim adulto funcional das feiticeiras. Cada mesonefro pareado consiste em 30 a 35 grandes túbulos glomerulares dispostos de modo segmentar ao longo do ducto excretor (ducto pronéfrico) e conectados com ele por túbulos curtos. Nas feiticeiras, o néfron é muito simples. A cápsula renal é conectada ao ducto excretor por um túbulo curto.
O corpo de alguns animais é isosmótico, o que significa que as concentrações osmóticas do ambiente interno e da água do mar circundante são aproximadamente iguais. Em virtude desse equilíbrio, não há tendência efetiva de movimento da água para dentro ou para fora do corpo, de modo que o animal não se depara com qualquer problema especial de excesso de água ou de desidratação, sendo um animal osmoconformador.
As concentrações de sódio e de outros íons estão próximas daquelas da água do mar circundante. Os tecidos das feiticeiras toleram esses níveis relativamente altos de solutos. Como a feiticeira está em equilíbrio osmótico com seu ambiente, o néfron não precisa excretar grandes volumes de urina. Em consequência, o néfron é reduzido a pouco mais que uma cápsula renal conectada ao ducto arquinéfrico por um ducto curto de paredes finas.

## Sistema Endócrino
O sistema endócrino inclui as glândulas endócrinas, os mensageiros químicos ou hormônios que elas produzem e os tecidos-alvo que elas afetam. As glândulas endócrinas estão localizadas em todo corpo. Os hormônios não são transportados em ductos, mas sim pelo sangue. Embora circule por todo corpo, cada um deles normalmente afeta tecidos-alvo selecionados, de modo que sua influência é localizada. As glândulas endócrinas são tão variadas quanto os tecidos-alvo que elas controlam. Presidem a reprodução, o metabolismo, a osmorregulação, o desenvolvimento embrionário, o crescimento, a metamorfose e a digestão.
Começaremos a analisar a distribuição das glândulas endócrinas e os hormônios que produzem entre os grupos de vertebrados. O pâncreas é uma glândula composta, que consiste em partes exócrinas e endócrinas. A porção exócrina consiste em ácinos que secretam enzimas digestivas em ductos. A porção endócrina, as ilhotas pancreáticas (ilhotas de Langerhans), é constituída por massas de células endócrinas imersas no pâncreas exócrino.
Nas feiticeiras, as origens embrionárias da hipófise diferem daquelas de outros vertebrados. À semelhança de outros vertebrados, a neuro-hipófise da feiticeira é um saco oco e alongado, que se estende a partir do diencéfalo, porém a eminência mediana está ausente. A adeno-hipófise da feiticeira parece surgir da endoderme, e não da ectoderme do estomodeu. Consiste em grupos de células imersas em uma camada de tecido conjuntivo denso, mas não diferenciados em regiões. Por conseguinte, a adeno-hipófise da feiticeira pode não ser homóloga à hipófise de outros vertebrados.

## Sistema Nervoso
Nas feiticeiras, o sistema nervoso autônomo é fragmentar, as fibras autônomas cranianas aparentemente só ocorrem no nervo vago, já as fibras autônomas espinais passam através das raízes ventrais dos nervos espinais, porém sua distribuição subsequente não é bem conhecida.

## Reprodução
Quase nada se conhece da embriologia ou da biologia dos primeiros estágios da vida das feiticeiras. Os ovos ricos em vitelo, que são ovais e possuem mais de um centímetro de comprimento, estão encerrados numa casca resistente e clara, fixada ao substrato por meio de ganchos. Acredita-se que possuem desenvolvimento direto e eclodem pequenas feiticeiras completamente formadas, não apresentando um estágio larval.
Na maioria das espécies, as fêmeas de feiticeiras são mais numerosas do que os machos, o motivo é desconhecido. Pelo menos algumas espécies de feiticeiras são hermafroditas, mas nada se conhece a respeito do acasalamento.
A pequena quantidade de diferenças morfológicas entre populações indica que as feiticeiras não têm ampla distribuição, tendendo a viver e procriar em locais restritos.

## Ecologia
Os peixes-bruxa são peixes demersais de águas frias ou temperadas, encontradas apenas no norte e sul dos oceanos Atlântico e Pacífico. Vivem em fundos de lodo, onde se enterram e alimentam-se principalmente de peixes mortos ou doentes, penetrando no seu corpo e escolhendo imediatamente os seus fígados. Mas também são predadores ativos de invertebrados bentónicos. Hábitos noturnos.
As fêmeas produzem entre 20 e 30 ovos com, aproximadamente, 20 e 25 mm de diâmetro, providos de uma casca córnea com um grupo de filamentos em forma de âncora em cada extremidade.
Devido às suas características fisiológicas, as mixinas não possuem osmorregulação e são muito sensíveis às variações da salinidade. Embora tenham pouco valor culinário (excepto na Coreia), algumas das suas espécies encontram-se ameaçadas pela sobrepesca, uma vez que são capturadas por causa da sua pele forte e macia, que é vendida no mercado internacional como "pele-de-enguia".
As feiticeiras são inteiramente marinhas, tendo uma distribuição praticamente cosmopolita - com exceção das regiões polares - são habitantes de águas profundas e frias, sempre associadas ao assoalho.
Algumas vivem em colônias, cada indivíduo vive em uma galeria escavada no lodo, cuja entrada é marcada por uma elevação semelhante a um vulcão em algumas espécies. As feiticeiras vivem de maneira semelhante às toupeiras, encontrando suas presas no interior e na superfície do sedimento. São rapidamente atraídas para iscas e peixes apanhados em redes. Por uma estimativa, o Golfo de Maine contém uma densidade populacional de feiticeiras de 500.000 por quilômetro quadrado (Martini 1998).

## Uso Humano
Tem havido um aumento na interação econômica entre as feiticeiras e os humanos. O uso de peles de feiticeiras como couro tornou estes peixes tão valiosos, quase todos os produtos de couro denominados couro de enguias são manufaturados a partir da pele de feiticeiras.
A demanda internacional para este tipo de couro levou à erradicação de populações economicamente acessíveis em águas da Ásia e em alguns locais ao longo da costa oeste da América do Norte. Esforços recentes de pesca estão voltados para a América do Sul e o Atlântico Norte, onde as feiticeiras ainda podem ser altamente abundantes.

## Classificação sistemática e relações filogenéticas
Atualmente, estão identificadas cerca de 64 espécies de peixes-bruxa, pertencentes aos géneros Myxine, Neomyxine, Paramyxine e Eptatretus. Os dois primeiros possuem apenas um par de fendas branquiais, mas os dois últimos possuem vários pares. Existem ainda algumas diferenças, por exemplo, na forma dos olhos, mas todos são agrupados na ordem Myxiniformes.
Conhecem-se duas espécies de fósseis de mixinas da última parte do período Carbónico (também conhecido por Pennsylvaniano do Illinois, de há cerca de 330 milhões de anos): Myxinikela e Gilpichthys, mas existem dúvidas se este fóssil pertence ao mesmo grupo.
Os peixes-bruxa foram tradicionalmente incluídas no grupo Ciclóstomos, juntamente com as lampréias, mas actualmente considera-se que este grupo é parafilético. De acordo com estudos recentes, as mixinas integram o clade Hyperotreti que é considerado um grupo irmão dos vertebrados. Alguns zoologistas, no entanto, consideram que as características dos ciclóstomos são sinapomorfias e rejeitam a parafilia.

## Classificação
- Ordem Myxiniformes
  - Família Incertae sedis
    - †Myxinikela
      - †Myxinikela siroka

  - Família Myxinidae
    - Subfamília Rubicundinae
      - Rubicundus eos (Fernholm, 1991) - Peixe-bruxa-rosa
      - Rubicundus lakeside (Mincarone & J. E. McCosker, 2004) – Peixe-bruxa-de-Lakeside
      - Rubicundus lopheliae (Fernholm & Quattrini, 2008)
      - Rubicundus rubicundus (C. H. Kuo, S. C. Lee & H. K. Mok, 2010)
      - Subfamília Eptatretinae
        - Gênero Eptatretus Cloquet, 1819
          - Eptatretus aceroi Polanco Fernández & Fernholm, 2014 - Peixe-bruxa-de-Acero
          - Eptatretus alastairi Mincarone & Fernholm, 2010 - Peixe-bruxa-de-Alastair
          - Eptatretus ancon H. K. Mok, Saavedra-Diaz & Acero P, 2001
          - Eptatretus astrolabium Fernholm & Mincarone, 2010 - Peixe-bruxa-de-Astrolabe
          - Eptatretus atami Dean, 1904 - Peixe-bruxa-marrom
          - Eptatretus bischoffii A. F. Schneider, 1880 - Peixe-bruxa-de-Bischoff
          - Eptatretus bobwisneri Fernholm, Norén, S. O. Kullander, Quattrini, Zintzen, C. D. Roberts, H. K. Mok & C. H. Kuo, 2013 - Peixe-bruxa-de-Bob Wisner
          - Eptatretus burgeri (Girard, 1855) - Peixe-bruxa-costeiro
          - Eptatretus caribbeaus Fernholm, 1982 - Peixe-bruxa-caribenho-de-Fernholm
          - Eptatretus carlhubbsi C. B. McMillan & Wisner, 1984 - Peixe-bruxa-gigante
          - Eptatretus cheni S. C. Shen & H. J. Tao, 1975
          - Eptatretus chinensis C. H. Kuo & H. K. Mok, 1994 - Peixe-bruxa-de-Taiwan
          - Eptatretus cirrhatus (Forster, 1801) - Mixina-da-nova-zelândia
          - Eptatretus cryptus C. D. Roberts & A. L. Stewart, 2015 - Peixe-bruxa-críptico
          - Eptatretus deani (Evermann & Goldsborough, 1907) - Peixe-bruxa-preto
          - Eptatretus fritzi Wisner & McMillan, 1990 - Mixina-de-guadalupe
          - Eptatretus goliath Mincarone & Stewart, 2006 - Peixe-bruxa-golias
          - Eptatretus gomoni Mincarone & Fernholm, 2010 - Peixe-bruxa-de-Gomon
          - Eptatetrus goslinei Mincarone, Plachetzki, McCord, Winegard, Fernholm, Gonzalez & Fudge, 2021
          - Eptatretus grouseri C. B. McMillan, 1999 - Peixe-bruxa-de-Galápagos
          - Eptatretus hexatrema J. P. Müller, 1836 - Peixe-bruxa-de-seis-brânquias
          - Eptatretus indrambaryai Wongratana, 1983 - Peixe-bruxa-de-bengala
          - Eptatretus laurahubbsae C. B. McMillan & Wisner, 1984 - Peixe-bruxa-de-Juan Fernandez
          - Eptatretus longipinnis Strahan, 1975 - Peixe-bruxa-de-nadadeira-longa
          - Eptatretus luzonicus Fernholm, Norén, S. O. Kullander, Quattrini, Zintzen, C. D. Roberts, H. K. Mok & C. H. Kuo, 2013 - Peixe-bruxa-de-Luzon
          - Eptatretus mcconnaugheyi Wisner & McMillan, 1990 - Peixe-bruxa-de-cabeça-curta
          - Eptatretus mccoskeri C. B. McMillan, 1999 - Peixe-bruxa-de-McMillan
          - Eptatretus mendozai Hensley, 1985 - Peixe-bruxa-de-Mendoza
          - Eptatretus menezesi Mincarone, 2000 - Peixe-bruxa-de-Santa Catarina
          - Eptatretus minor Fernholm & C. L. Hubbs, 1981
          - Eptatretus moki C. B. McMillan & Wisner, 2004 - Peixe-bruxa-de-Mok
          - Eptatretus multidens Fernholm & C. L. Hubbs, 1981
          - Eptatretus nanii Wisner & C. B. McMillan, 1988 - Peixe-bruxa-de-Valparaiso
          - Eptatretus nelsoni C. H. Kuo, K. F. Huang & H. K. Mok, 1994 - Peixe-bruxa-de-Nelson
          - Eptatretus octatrema (Barnard, 1923) - Peixe-bruxa-de-oito-brânquias
          - Eptatretus okinoseanus Dean, 1904 - Peixe-bruxa-de-Sagami
          - Eptatretus poicilus Zintzen & C. D. Roberts, 2015 - Peixe-bruxa-mosqueado
          - Eptatretus polytrema (Girard, 1855) - Peixe-bruxa-de-quatorze-brânquias
          - Eptatretus profundus (Barnard, 1923) - Peixe-bruxa-de-cinco-brânquias
          - Eptatretus sheni C. H. Kuo, K. F. Huang & H. K. Mok, 1994
          - Eptatretus sinus Wisner & McMillan, 1990 - Mixina-de-cortéz
          - Eptatretus springeri (Bigelow & Schroeder, 1952) - Peixe-bruxa-do-Golfo
          - Eptatretus stoutii (Lockington, 1878) - Mixina-do-pacífico
          - Eptatretus strahani C. B. McMillan & Wisner, 1984 - Peixe-bruxa-de-Strahan
          - Eptatretus strickrotti Møller & Jones, 2007 - Peixe-bruxa-de-Strickrott
          - Eptatretus taiwanae S. C. Shen & H. J. Tao, 1975
          - Eptatretus walkeri C. B. McMillan & Wisner, 2004
          - Eptatretus wayuu H. K. Mok, Saavedra-Diaz & Acero P, 2001 - Peixe-bruxa-de-Honshu
          - Eptatretus yangi Teng, 1958

      - Subfamília Myxininae
        - Gênero Myxine Linnaeus 1758
          - Myxine affinis Günther, 1870 - Mixina-da-patagónia
          - Myxine australis Jenyns, 1842 - Peixe-bruxa-do-sul
          - Myxine capensis Regan, 1913 - Mixina-do-cabo
          - Myxine circifrons Garman, 1899 - Peixe-bruxa-de-cara-branca
          - Myxine debueni Wisner & McMillan, 1995 - Peixe-bruxa-de-Magalhães
          - Myxine dorsum Wisner & McMillan, 1995
          - Myxine fernholmi Wisner & McMillan, 1995 - Peixe-bruxa-das-ilhas-Falkland
          - Myxine formosana Mok & Kuo, 2001 - Peixe-bruxa-de-Formosa
          - Myxine garmani Jordan & Snyder, 1901 - Peixe-bruxa-de-Garman
          - Myxine glutinosa Linnaeus, 1758 - Mixina-do-atlântico
          - Myxine greggi Mincarone, Plachetzki, McCord, Winegard, Fernholm, Gonzalez & Fudge, 2021
          - Myxine hubbsi Wisner & McMillan, 1995 - Peixe-bruxa-de-Hubbs
          - Myxine hubbsoides Wisner & McMillan, 1995
          - Myxine ios Fernholm, 1981 - Peixe-bruxa-de-cabeça-branca
          - Myxine jespersenae Møller, Feld, Poulsen, Thomsen & Thormar, 2005 - Peixe-bruxa-de-Jespersen
          - Myxine knappi Wisner & McMillan, 1995 - Peixe-bruxa-de-Knapp
          - Myxine kuoi Mok, 2002 - Peixe-bruxa-de-Kuo
          - Myxine limosa Girard, 1859 - Peixe-bruxa-do-atlântico-de-Girard
          - Myxine martinii Mincarone, Plachetzki, McCord, Winegard, Fernholm, Gonzalez & Fudge, 2021
          - Myxine mccoskeri Wisner & McMillan, 1995 - Peixe-bruxa-de-McCosker
          - Myxine mcmillanae Hensley, 1991 - Peixe-bruxa-do-Caribe
          - Myxine paucidens Regan, 1913 - Peixe-bruxa-de-Hyalonema
          - Myxine pequenoi Wisner & McMillan, 1995 - Peixe-bruxa-chileno
          - Myxine phantasma Mincarone, Plachetzki, McCord, Winegard, Fernholm, Gonzalez & Fudge, 2021
          - Myxine robinsorum Wisner & McMillan, 1995 - Peixe-bruxa-de-Wisner
          - Myxine sotoi Mincarone, 2001 - Peixe-bruxa-brasileiro

        - Gênero Nemamyxine Richardson 1958
          - Nemamyxine elongata Richardson, 1958 - Peixe-bruxa-cadarço
          - Nemamyxine kreffti McMillan & Wisner, 1982 - Peixe-bruxa-de-Krefft

        - Gênero Neomyxine Richardson 1953
          - Neomyxine biniplicata (Richardson & Jowett, 1951) - Peixe-bruxa-esguio
          - Neomyxine caesiovitta A. L. Stewart & Zintzen, 2015 Peixe-bruxa-de-bandas-azuis

        - Gênero Notomyxine Nani & Gneri 1951
          - Notomyxine tridentiger (Garman, 1899)